# Laver Cup
Laver Cup là giải quần vợt nam quốc tế diễn ra giữa 2 đội: Đội tuyển châu Âu và Đội tuyển Thế giới, trong đó, đội Thế giới bao gồm các tay vợt đến từ các quốc gia không thuộc châu Âu. Với việc được tổ chức hằng năm, giải đấu được dự định là Ryder Cup của quần vợt thế giới. Giải diễn ra sau giải Mỹ Mở rộng 2 tuần, với các địa điểm luân phiên. Ngoài phí tham dự được đảm bảo dựa trên thứ hạng ATP của các tay vợt, mỗi thành viên của đội chiến thắng sẽ nhận được 250.000 USD tiền thưởng, nhưng bản thân giải đấu không được tính vào tổng điểm của các tay vợt trong ATP Tour trong năm đó. Vào ngày 24 tháng 5 năm 2019, Laver Cup trở thành một sự kiện ATP Tour chính thức được chấp nhận.

## Thể thức
Giải đấu diễn ra giữa 6 tay vợt hàng đầu châu Âu với 6 đối thủ từ các nơi khác trên thế giới. Có 12 trận đấu diễn ra trong 3 ngày (9 trận đơn và 3 trận đôi). Mỗi trận thắng trong ngày thứ nhất có giá trị 1 điểm, ngày thứ hai 2 điểm, và ngày thứ ba 3 điểm. Đội đầu tiên giành được 13 điểm sẽ vô địch giải đấu. Mỗi tay vơt ra sân một hoặc hai lần đối với đánh đơn, với ít nhất 4 trong số 6 người tham gia đánh đôi. Tất cả các trận đấu được diễn ra theo dạng best-of-three, với 10 điểm tie-break nếu trận đấu diễn ra ở set thứ ba.

## Lịch sử
Giải đấu được đặt theo tên của huyền thoại quần vợt Úc Rod Laver, một vận động viên quần vợt được nhiều người đánh giá là một trong những người vĩ đại nhất trong lịch sử của môn thể thao này. Công ty quản lý của Roger Federer, TEAM8, doanh nhân người Brazil và cựu vận động viên Davis Cup Jorge Paulo Lemann, và Tennis Australia đã hợp tác để tạo ra Laver Cup. Roger Federer đã được truyền cảm hứng để tạo ra một giải đấu dành cho đội quần vợt dựa trên giải đấu golf Ryder Cup hai năm một lần, nơi có những gôn thủ giỏi nhất của Hoa Kỳ đấu với những gôn thủ giỏi nhất từ châu Âu.
Hai tay vợt từng là kình địch Björn Borg của Thụy Điển (châu Âu) và John McEnroe của Hoa Kỳ (Thế giới) đã được công bố là đội trưởng cho ít nhất 3 mùa giải đầu tiên. Sau mùa giải năm 2019, họ thông báo rằng sẽ tiếp tục vai trò của mình với tư cách là đội trưởng trong mùa giải thứ tư liên tiếp.

### 2017: Mùa giải đầu tiên

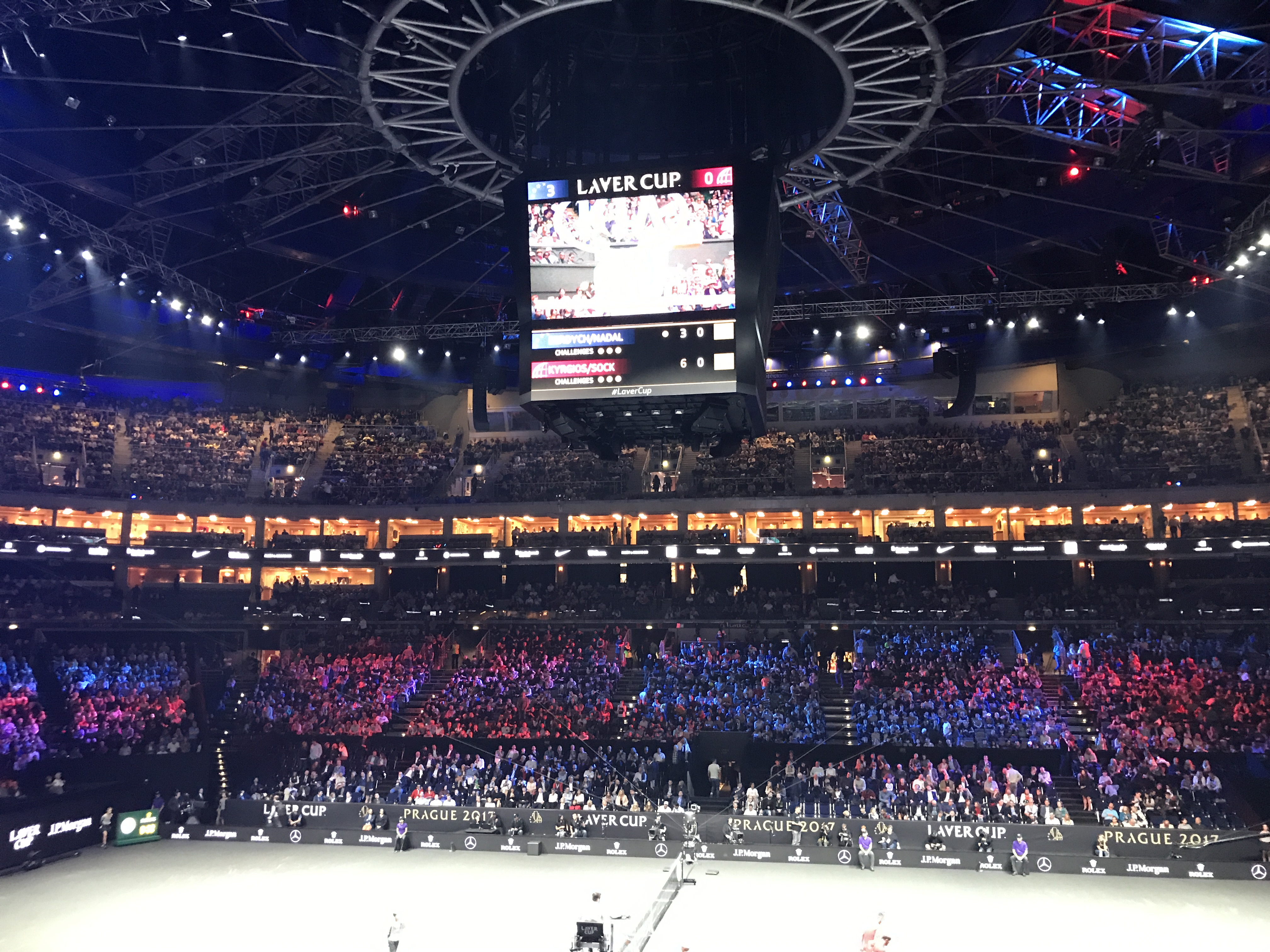
O2 Arena ở Praha trong mùa giải Laver Cup đầu tiên.

Mùa giải đầu tiên được tổ chức tại Praha từ ngày 22 đến ngày 24 tháng 9 năm 2017, tại Nhà thi đấu O2. Đội châu Âu đã đánh bại Đội Thế giới với tỷ số 15-9.
| Đội tuyển Châu Âu      | Đội tuyển Châu Âu |
| ---------------------- | ----------------- |
| Đội trưởng: Björn Borg |                   |
| Tay vợt                | Hạng              |
| Rafael Nadal           | 1                 |
| Roger Federer          | 2                 |
| Alexander Zverev       | 4                 |
| Marin Čilić            | 5                 |
| Dominic Thiem          | 7                 |
| Tomáš Berdych          | 19                |

| Đội tuyển Thế giới       | Đội tuyển Thế giới |
| ------------------------ | ------------------ |
| Đội trưởng: John McEnroe |                    |
| Tay vợt                  | Hạng               |
| Sam Querrey              | 16                 |
| John Isner               | 17                 |
| Nick Kyrgios             | 20                 |
| Jack Sock                | 21                 |
| Denis Shapovalov         | 51                 |
| Frances Tiafoe           | 72                 |

- Xếp hạng đánh đơn tính đến ngày 18 tháng 9 năm  2017

### 2018
Mùa giải thứ hai được tổ chức tại Chicago từ ngày 21 đến ngày 23 tháng 9 năm 2018, tại Trung tâm United. Đội Châu Âu đã đánh bại Đội Thế giới với tỷ số 13–8.
| Đội tuyển Châu Âu      | Đội tuyển Châu Âu |
| ---------------------- | ----------------- |
| Đội trưởng: Björn Borg |                   |
| Tay vợt                | Hạng              |
| Roger Federer          | 2                 |
| Novak Djokovic         | 3                 |
| Alexander Zverev       | 5                 |
| Grigor Dimitrov        | 7                 |
| David Goffin           | 11                |
| Kyle Edmund            | 16                |

| Đội tuyển Thế giới       | Đội tuyển Thế giới |
| ------------------------ | ------------------ |
| Đội trưởng: John McEnroe |                    |
| Tay vợt                  | Hạng               |
| Kevin Anderson           | 9                  |
| John Isner               | 10                 |
| Diego Schwartzman        | 14                 |
| Jack Sock                | 17                 |
| Nick Kyrgios             | 27                 |
| Frances Tiafoe           | 40                 |

- Xếp hạng đánh đơn tính đến ngày 17 tháng 9 năm 2018

### 2019

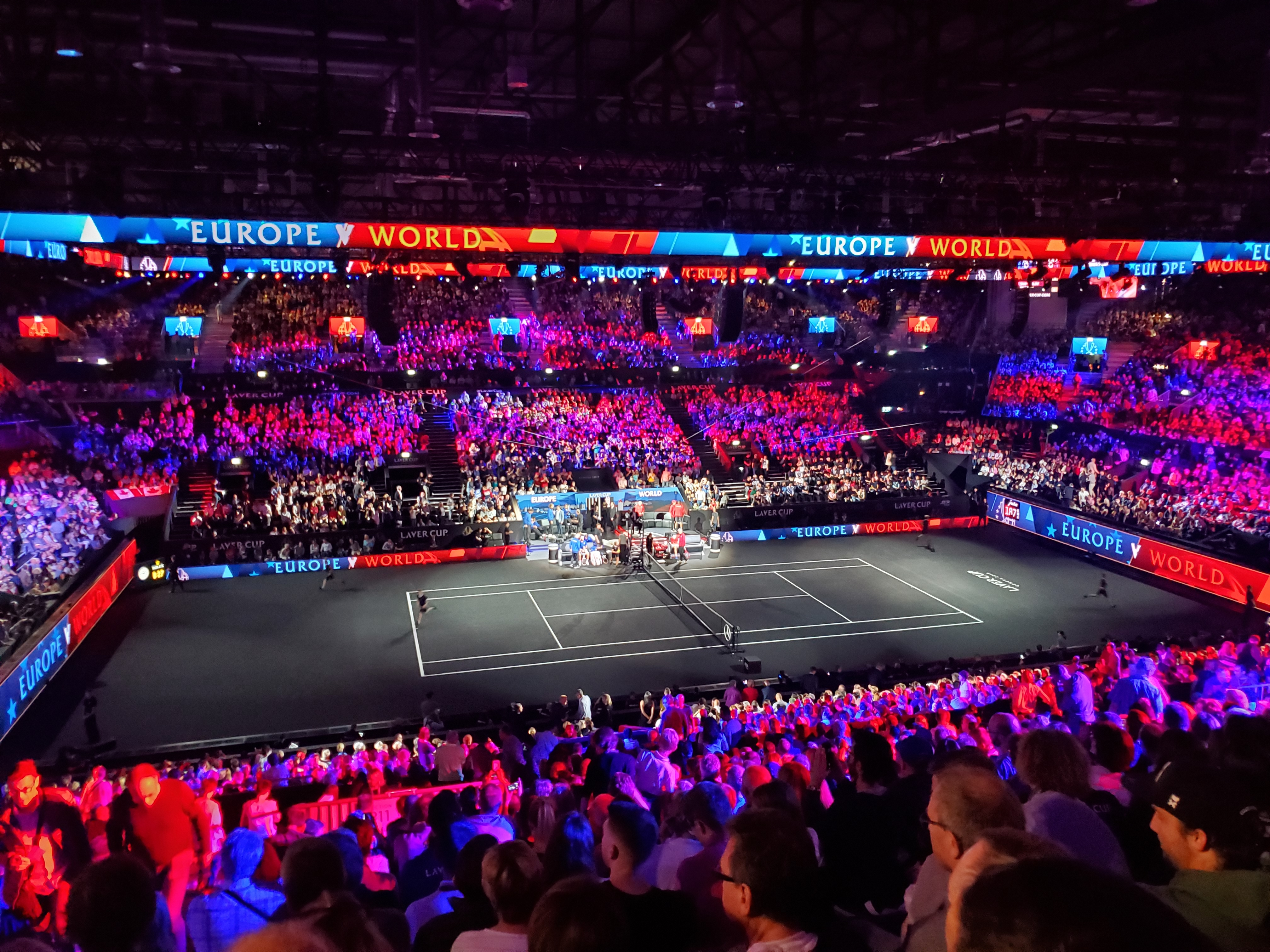
Laver Cup 2019 tại Palexpo

Mùa giải thứ ba được tổ chức tại Genève từ ngày 20 đến ngày 22 tháng 9 năm 2019, tại Palexpo. Đội Châu Âu đã đánh bại Đội Thế giới với tỷ số 13−11 sau chiến thắng tiebreak 10 điểm từ Alexander Zverev trước Milos Raonic.
| Đội tuyển Châu Âu      | Đội tuyển Châu Âu |
| ---------------------- | ----------------- |
| Đội trưởng: Björn Borg |                   |
| Tay vợt                | Hạng              |
| Rafael Nadal           | 2                 |
| Roger Federer          | 3                 |
| Dominic Thiem          | 5                 |
| Alexander Zverev       | 6                 |
| Stefanos Tsitsipas     | 7                 |
| Fabio Fognini          | 11                |

| Đội tuyển Thế giới       | Đội tuyển Thế giới |
| ------------------------ | ------------------ |
| Đội trưởng: John McEnroe |                    |
| Tay vợt                  | Hạng               |
| John Isner               | 20                 |
| Milos Raonic             | 24                 |
| Nick Kyrgios             | 27                 |
| Taylor Fritz             | 30                 |
| Denis Shapovalov         | 33                 |
| Jack Sock                | 210                |

- Xếp hạng đánh đơn tính đến ngày 16 tháng 9 năm 2019

### 2021
Mùa giải thứ tư của Laver Cup sẽ được tổ chức tại Boston từ ngày 24 tháng 9 đến ngày 26 tháng 9 năm 2021, tại TD Garden. Ban đầu giải được lên kế hoạch vào tháng 9 năm 2020, nhưng bị hoãn lại do đại dịch COVID-19 để tránh trùng lặp với Pháp Mở rộng 2020, giải đấu cũng bị dời lại.
| Đội tuyển Châu Âu      | Đội tuyển Châu Âu |
| ---------------------- | ----------------- |
| Đội trưởng: Björn Borg |                   |
| Tay vợt                | Hạng              |
| Daniil Medvedev        | 2                 |
| Stefanos Tsitsipas     | 3                 |
| Alexander Zverev       | 5                 |
| Andrey Rublev          | 7                 |
| Matteo Berrettini      | 8                 |
| Casper Ruud            | 11                |

| Đội tuyển Thế giới       | Đội tuyển Thế giới |
| ------------------------ | ------------------ |
| Đội trưởng: John McEnroe |                    |
| Tay vợt                  | Hạng               |
| Félix Auger-Aliassime    | 11                 |
| Denis Shapovalov         | 12                 |
| Diego Schwartzman        | 15                 |
| Reilly Opelka            | 19                 |
| John Isner               | 22                 |
| Nick Kyrgios             | 95                 |

- Xếp hạng đánh đơn tính đến ngảy 20 tháng 9 năm 2021.

### 2022
Giải đấu lần thứ 5 được tổ chức ở London từ 23/9/2022 đến 25/9/2022 tại The O2 Arena.
Giải đấu này đánh dấu việc tay vợt Roger Federer giải nghệ. Đội Thế giới lần đầu tiên đánh bại Đội Châu Âu với tỷ số 13-8.
| Đội tuyển châu Âu      | Đội tuyển châu Âu |
| ---------------------- | ----------------- |
| Đội trưởng: Björn Borg |                   |
| Tay vợt                | Hạng              |
| Casper Ruud            | 2                 |
| Rafael Nadal*          | 3                 |
| Stefanos Tsitsipas     | 6                 |
| Novak Djokovic         | 7                 |
| Andy Murray            | 43                |
| Roger Federer*         | nr                |
| Matteo Berrettini*     | 15                |
| Cameron Norrie*        | 8                 |

| Đội tuyển Thế giới       | Đội tuyển Thế giới |
| ------------------------ | ------------------ |
| Đội trưởng: John McEnroe |                    |
| Tay vợt                  | Hạng               |
| Taylor Fritz             | 12                 |
| Félix Auger-Aliassime    | 13                 |
| Diego Schwartzman        | 17                 |
| Frances Tiafoe           | 19                 |
| Alex de Minaur           | 22                 |
| Jack Sock                | 128                |

- nr = not ranked (không xếp hạng)
- * = Federer and Nadal chỉ đánh đôi cùng nhau ở ngày thi đấu đầu tiên (23/9), sau đó họ rút lui và được thay thế bởi Berrettini và Norrie từ ngày thi đấu thứ hai (24/9).

## Thành tích và thống kê

### Theo mùa giải
| Year | Winner                             | Score                              | Runner-up                          | Location                           | Venue                              | Europe captain                     | World captain                      |
| ---- | ---------------------------------- | ---------------------------------- | ---------------------------------- | ---------------------------------- | ---------------------------------- | ---------------------------------- | ---------------------------------- |
| 2017 | Đội tuyển Châu Âu                  | 15–9                               | Đội tuyển Thế giới                 | Prague, Cộng hòa Séc               | O2 Arena                           | Björn Borg                         | John McEnroe                       |
| 2018 | Đội tuyển Châu Âu                  | 13–8                               | Đội tuyển Thế giới                 | Chicago, Hoa Kỳ                    | Trung tâm United                   | Björn Borg                         | John McEnroe                       |
| 2019 | Đội tuyển Châu Âu                  | 13–11                              | Đội tuyển Thế giới                 | Geneva, Thụy Sĩ                    | Palexpo                            | Björn Borg                         | John McEnroe                       |
| 2020 | Không tổ chức do Đại dịch COVID-19 | Không tổ chức do Đại dịch COVID-19 | Không tổ chức do Đại dịch COVID-19 | Không tổ chức do Đại dịch COVID-19 | Không tổ chức do Đại dịch COVID-19 | Không tổ chức do Đại dịch COVID-19 | Không tổ chức do Đại dịch COVID-19 |
| 2021 | Đội tuyển Châu Âu                  | 14–1                               | Đội tuyển Thế giới                 | Boston, Hoa Kỳ                     | TD Garden                          | Björn Borg                         | John McEnroe                       |
| 2022 | Đội tuyển Thế giới                 | 13–8                               | Đội tuyển Châu Âu                  | London, Vương quốc Anh             | The O2 Arena                       | Björn Borg                         | John McEnroe                       |
| 2023 |                                    |                                    |                                    | Vancouver, Canada                  | Rogers Arena                       |                                    |                                    |
| 2024 |                                    |                                    |                                    | Berlin, Đức                        | Mercedes-Benz Arena                |                                    |                                    |

### Thống kê theo đội tuyển
| Đội                | Số trận (điểm) thắng | Số trận (điểm) thắng | Số trận (điểm) thắng | Số trận (điểm) thắng | Số trận (điểm) thắng | Số trận (điểm) thắng | Số trận (điểm) thắng | Số trận (điểm) thắng | Số trận (điểm) thắng | Số trận (điểm) thắng | Số trận (điểm) thắng | Số trận (điểm) thắng | Số danh hiệu Laver Cup |
| Đội                | Ngày 1 (1 điểm)      | Ngày 1 (1 điểm)      | Ngày 1 (1 điểm)      | Ngày 2 (2 điểm)      | Ngày 2 (2 điểm)      | Ngày 2 (2 điểm)      | Ngày 3 (3 điểm)      | Ngày 3 (3 điểm)      | Ngày 3 (3 điểm)      | Tổng                 | Tổng                 | Tổng                 | Số danh hiệu Laver Cup |
| Đội                | Đơn                  | Đôi                  | Tổng                 | Đơn                  | Đôi                  | Tổng                 | Đơn                  | Đôi                  | Tổng                 | Đơn                  | Đôi                  | Tổng                 | Số danh hiệu Laver Cup |
| ------------------ | -------------------- | -------------------- | -------------------- | -------------------- | -------------------- | -------------------- | -------------------- | -------------------- | -------------------- | -------------------- | -------------------- | -------------------- | ---------------------- |
| Đội tuyển Châu Âu  | 13 (13)              | 1 (1)                | 14 (14)              | 11 (22)              | 3 (6)                | 14 (28)              | 6 (18)               | 1 (3)                | 7 (21)               | 30 (53)              | 5 (10)               | 35 (63)              | 4                      |
| Đội tuyển Thế giới | 2 (2)                | 4 (4)                | 6 (6)                | 4 (8)                | 2 (4)                | 6 (12)               | 4 (12)               | 4 (12)               | 8 (24)               | 10 (22)              | 10 (20)              | 20 (42)              | 1                      |

### Tay vợt

#### Thống kê theo tay vợt
| Tay vợt               | Đội      | Năm đầu tiên | Năm cuối cùng | Laver Cups | Laver Cups | MP | Thắng-Thua | Thắng-Thua | Thắng-Thua | Thắng-Thua | Điểm | Điểm | Điểm  |
| Tay vợt               | Đội      | Năm đầu tiên | Năm cuối cùng | Số trận    | Thắng      | MP | Đơn        | Đôi        | Tổng       | %Thắng     | Đơn  | Đôi  | Tổng  |
| --------------------- | -------- | ------------ | ------------- | ---------- | ---------- | -- | ---------- | ---------- | ---------- | ---------- | ---- | ---- | ----- |
| Kevin Anderson        | Thế giới | 2018         | 2018          | 1          | 0          | 3  | 1–1        | 1–0        | 2–1        | 67%        | 2–3  | 1–0  | 3–3   |
| Félix Auger-Aliassime | Thế giới | 2021         | 2022          | 2          | 1          | 4  | 1–2        | 1–0        | 2–2        | 50%        | 3–3  | 3–0  | 6–3   |
| Tomáš Berdych         | Châu Âu  | 2017         | 2017          | 1          | 1          | 3  | 0–1        | 0–2        | 0–3        | 0%         | 0–2  | 0–4  | 0–6   |
| Matteo Berrettini     | Châu Âu  | 2021         | 2022          | 2          | 1          | 5  | 2–0        | 1–2        | 3–2        | 60%        | 3–0  | 2–4  | 5–4   |
| Marin Čilić           | Châu Âu  | 2017         | 2017          | 1          | 1          | 2  | 1–0        | 0–1        | 1–1        | 50%        | 1–0  | 0–3  | 1–3   |
| Alex de Minaur        | Thế giới | 2022         | 2022          | 1          | 1          | 2  | 1–0        | 0–1        | 1–1        | 50%        | 1–0  | 0–2  | 1–2   |
| Grigor Dimitrov       | Châu Âu  | 2018         | 2018          | 1          | 1          | 2  | 1–0        | 0–1        | 1–1        | 50%        | 1–0  | 0–2  | 1–2   |
| Novak Djokovic        | Châu Âu  | 2018         | 2022          | 2          | 1          | 5  | 1–2        | 1–1        | 2–3        | 40%        | 2–5  | 2–1  | 4–6   |
| Kyle Edmund           | Châu Âu  | 2018         | 2018          | 1          | 1          | 1  | 1–0        | 0–0        | 1–0        | 100%       | 1–0  | 0–0  | 1–0   |
| Roger Federer         | Châu Âu  | 2017         | 2022          | 4          | 3          | 12 | 6–0        | 2–4        | 8–4        | 67%        | 15–0 | 3–8  | 18–8  |
| Fabio Fognini         | Châu Âu  | 2019         | 2019          | 1          | 1          | 1  | 0–1        | 0–0        | 0–1        | 0%         | 0–1  | 0–0  | 0–1   |
| Taylor Fritz          | Thế giới | 2019         | 2022          | 2          | 1          | 3  | 2–1        | 0–0        | 2–1        | 67%        | 5–1  | 0–0  | 5–1   |
| David Goffin          | Châu Âu  | 2018         | 2018          | 1          | 1          | 2  | 1–0        | 0–1        | 1–1        | 50%        | 1–0  | 0–2  | 1–2   |
| John Isner            | Thế giới | 2017         | 2021          | 4          | 0          | 12 | 2–5        | 4–1        | 6–6        | 50%        | 5–11 | 10–2 | 15–13 |
| Nick Kyrgios          | Thế giới | 2017         | 2021          | 4          | 0          | 9  | 1–4        | 3–1        | 4–5        | 44%        | 2–9  | 5–2  | 7–11  |
| Daniil Medvedev       | Châu Âu  | 2021         | 2021          | 1          | 1          | 1  | 1–0        | 0–0        | 1–0        | 100%       | 2–0  | 0–0  | 2–0   |
| Andy Murray           | Châu Âu  | 2022         | 2022          | 1          | 0          | 2  | 0–1        | 0–1        | 0–2        | 0%         | 0–1  | 0–3  | 0–4   |
| Rafael Nadal          | Châu Âu  | 2017         | 2022          | 3          | 2          | 7  | 2–1        | 1–3        | 3–4        | 43%        | 4–3  | 2–4  | 6–7   |
| Cameron Norrie        | Châu Âu  | 2022         | 2022          | 1          | 0          | 1  | 0–1        | 0–0        | 0–1        | 0%         | 0–2  | 0–0  | 0–2   |
| Reilly Opelka         | Thế giới | 2021         | 2021          | 1          | 0          | 2  | 0–1        | 0–1        | 0–2        | 0%         | 0–1  | 0–3  | 0–4   |
| Sam Querrey           | Thế giới | 2017         | 2017          | 1          | 0          | 3  | 0–2        | 0–1        | 0–3        | 0%         | 0–5  | 0–2  | 0–7   |
| Milos Raonic          | Thế giới | 2019         | 2019          | 1          | 0          | 2  | 0–2        | 0–0        | 0–2        | 0%         | 0–5  | 0–0  | 0–5   |
| Andrey Rublev         | Châu Âu  | 2021         | 2021          | 1          | 1          | 3  | 1–0        | 2–0        | 3–0        | 100%       | 1–0  | 5–0  | 6–0   |
| Casper Ruud           | Châu Âu  | 2021         | 2022          | 2          | 1          | 2  | 2–0        | 0–0        | 2–0        | 100%       | 2–0  | 0–0  | 2–0   |
| Diego Schwartzman     | Thế giới | 2018         | 2022          | 3          | 1          | 3  | 0–3        | 0–0        | 0–3        | 0%         | 0–3  | 0–0  | 0–3   |
| Denis Shapovalov      | Thế giới | 2017         | 2021          | 3          | 0          | 6  | 0–3        | 1–2        | 1–5        | 17%        | 0–4  | 1–4  | 1–8   |
| Jack Sock             | Thế giới | 2017         | 2022          | 4          | 1          | 16 | 1–3        | 9–3        | 10–6       | 63%        | 1–4  | 19–5 | 20–9  |
| Dominic Thiem         | Châu Âu  | 2017         | 2019          | 2          | 2          | 3  | 2–1        | 0–0        | 2–1        | 67%        | 2–3  | 0–0  | 2–3   |
| Frances Tiafoe        | Thế giới | 2017         | 2022          | 3          | 1          | 5  | 1–3        | 1–0        | 2–3        | 40%        | 3–4  | 1–0  | 4–4   |
| Stefanos Tsitsipas    | Châu Âu  | 2019         | 2022          | 3          | 2          | 7  | 3–1        | 1–2        | 4–3        | 57%        | 4–3  | 2–5  | 6–8   |
| Alexander Zverev      | Châu Âu  | 2017         | 2021          | 4          | 4          | 11 | 6–1        | 2–2        | 8–3        | 73%        | 14–2 | 4–4  | 18–6  |

#### Các quốc gia tham dự
| Quốc gia     | Đội      | Số tay vợt | Số tay vợt | Số tay vợt | Số tay vợt | Số tay vợt | Số tay vợt | Số tay vợt           |
| Quốc gia     | Đội      | 2017       | 2018       | 2019       | 2021       | 2022       | Tổng       | Số tay vợt khác nhau |
| ------------ | -------- | ---------- | ---------- | ---------- | ---------- | ---------- | ---------- | -------------------- |
| Argentina    | Thế giới | –          | 1          | –          | 1          | 1          | 3          | 1                    |
| Úc           | Thế giới | 1          | 1          | 1          | 1          | 1          | 5          | 2                    |
| Áo           | Châu Âu  | 1          | –          | 1          | –          | –          | 2          | 1                    |
| Bỉ           | Châu Âu  | –          | 1          | –          | –          | –          | 1          | 1                    |
| Bulgaria     | Châu Âu  | –          | 1          | –          | –          | –          | 1          | 1                    |
| Canada       | Thế giới | 1          | –          | 2          | 2          | 1          | 6          | 3                    |
| Croatia      | Châu Âu  | 1          | –          | –          | –          | –          | 1          | 1                    |
| Cộng hòa Séc | Châu Âu  | 1          | –          | –          | –          | –          | 1          | 1                    |
| Đức          | Châu Âu  | 1          | 1          | 1          | 1          | –          | 4          | 1                    |
| Hy Lạp       | Châu Âu  | –          | –          | 1          | 1          | 1          | 3          | 1                    |
| Ý            | Châu Âu  | –          | –          | 1          | 1          | 1          | 3          | 2                    |
| Na Uy        | Châu Âu  | –          | –          | –          | 1          | 1          | 2          | 1                    |
| Nga          | Châu Âu  | –          | –          | –          | 2          | –          | 2          | 2                    |
| Serbia       | Châu Âu  | –          | 1          | –          | –          | 1          | 2          | 1                    |
| Nam Phi      | Thế giới | –          | 1          | –          | –          | –          | 1          | 1                    |
| Tây Ban Nha  | Châu Âu  | 1          | –          | 1          | –          | 1          | 3          | 1                    |
| Thụy Sĩ      | Châu Âu  | 1          | 1          | 1          | –          | 1          | 4          | 1                    |
| Anh Quốc     | Châu Âu  | –          | 1          | –          | –          | 2          | 3          | 3                    |
| Hoa Kỳ       | Thế giới | 4          | 3          | 3          | 2          | 3          | 15         | 6                    |
| Tổng         | Tổng     | 12         | 12         | 12         | 12         | 14         | 62         | 31                   |